# Abubakr Al Abaidy
Abubakr Rajeb al Abaidy hay Abubakr Suiueinei (tiếng Ả Rập: أبوبكر رجب العبيدى) (sinh ngày 27 tháng 10 năm 1981) là một cầu thủ bóng đá người Libya. Anh thi đấu cho Nasr ở Giải bóng đá ngoại hạng Libya.
Al Abaidy có nhiều lần khoác áo cho Đội tuyển bóng đá quốc gia Libya, bao gồm vòng chung kết Cúp bóng đá châu Phi 2012.